# .pt
A .pt Portugália internetes legfelső szintű tartomány kódja 1988-tól.
A következő második szintű tartománynevek használata engedélyezett:
- .com.pt: online regisztrációval, megkötés nélkül.
- .edu.pt: oktatási célra.
- .gov.pt: kormányzati szerveknek.
- .int.pt: nemzetközi szervezetek Portugáliában létrehozott diplomáciai testületei számára.
- .net.pt: telekommunikációs szolgáltatóknak.
- .nome.pt: magánszemélyek számára.
- .org.pt: nonprofit szervezeteknek.
- .publ.pt: kiadóknak, újságoknak.

2005. július 1. óta lehetőség van ékezetes betűket (például ç, é, ő) tartalmazó domainek bejegyzésére is.